# فتاح نصيف
فتاح نصيف العاني حارس مرمى عراقي سابق بكرة القدم.
ولد عام 1951 في بغداد.

## المشوار الرياضي
لعب فتاح نصيف مباريات عديدة للمنتخب العراقي الأول لكرة القدم، وكذلك مع نادي الجيش العراقي. لعب مباراة واحدة فقط في بطولة كأس العالم لكرة القدم في المكسيك عام 1986 وذلك أمام منتخب البلد المضيف وفاز في تلك المباراة منتخب المكسيك بهدف نظيف.حمل شارة القيادة مع المنتخب العراقي ونادي الجيش في مناسبات عديدة .

## الاعتزال
اعتزل اللعب عام 1987.
اعتزل اللعب دوليا 1987 ومحليا 1990

## روابط خارجية
- فتاح نصيف على موقع الاتحاد الدولي (مؤرشف)  (الإنجليزية)
- فتاح نصيف على موقع قاعدة بيانات كرة القدم.إي يو (الإنجليزية)
- فتاح نصيف على موقع Soccerway.com (الإنجليزية)
- فتاح نصيف على موقع أوليمبيديا (الإنجليزية)